# Liévano-palota
A Liévano-palota (spanyolul: Palacio Liévano) a kolumbiai főváros, Bogotá egyik jelentős épülete. Itt működik a város polgármesteri hivatala.

## Története
Eduardo Posada leírása szerint amikor 1539 áprilisában sor került Bogotá „jogi megalapítására”, azon a területen, ahol ma a palota áll, Sebastián de Belalcázar 160 díszöltözetes katonája táborozott. Amikor a mai Bolívar tér (régebbi nevén Plaza Mayor) már kialakult, kezdetben a palota helye még üres földterületként terült el a tér északnyugati oldalán. A spanyol kormányzat megszilárdulása után jelentős középületeket építettek fel itt: polgármesteri hivatal, bíróság és női börtön is működött a területen, valamint északi sarkán épült fel a Sanz de Santamaría család háza, ahol a házat  kibérelve 1810-ig több alkirály és jelentős hazafi is lakott, például Antonio José Amar y Borbón, Simón Bolívar és Antonio Nariño.
Az 1827-es és 1828-as földrengések nagy károkat okoztak a területen található építményekben. Helyük egy részére 1843-tól kezdve két testvér, Juan Manuel és Manuel Antonio Arrubla felépítette az 1848-ban megnyitott úgynevezett Arrubla Galériát, amelyben üzletek működtek (ez volt Bogotá első bevásárlóközpontja), miközben a terület központjában továbbra is a városvezetés székelt. 1900. május 20-ától kezdve (a német származású Emilio Streicher kalapüzletéből kiindulva) három napon át tűzvész pusztított a galériában: ennek során megsemmisült a telefontársaság központja és a bogotái levéltár értékes dokumentumgyűjteménye is. A tűz után az üzletsor 30 tulajdonosa Indalecio Liévano mérnök kezdeményezésére úgy döntött, újjáépítik az épületet, méghozzá Gaston Lelarge francia építész tervei alapján.
Az építkezés 1910-re fejeződött be. Az új palotát, amelynek árkádjai alatt továbbra is üzletek működtek, egybeolvasztották a polgármesteri hivatallal. Bár Liévano kevesebb mint felét birtokolta az új épületnek, mégis felhelyezett rá egy feliratot, amelyen saját neve volt olvasható: ez pedig nagyban közrejátszott abban, hogy később az épület Liévano-palota néven vált ismertté. 1974-ben a város megvásárolta az egész épületet, és felújítási munkálatokat kezdett meg rajta, hogy a palota méltó helye lehessen a városházának. A tömb hátsó részében, ahol lepusztult épületek sorakoztak, számos régi, még a gyarmati korból származó lakóházat lebontottak, helyükön parkolókat alakítottak ki. A hivatalban dolgozók létszáma a következő években egyre növekedett, a meglevő irodák így egyre szűkösebbnek bizonyultak, ezért a főhomlokzat mögött újabb épületrészekkel kellett bővíteni az együttest.

## Leírása
A palota Bogotá történelmi belvárosában, La Candelaria kerületben található, a Bolívar tér északnyugati oldalán, a 10. és 11. utca (calle), valamint a 8. és 9. út (carrera) közötti területen. A francia reneszánsz jegyeit mutató palota főhomlokzatának legszembetűnőbb eleme a 32-nyílásos árkádsor, valamint a sarkok fölé emelt manzárdtetős épületrészek. Az árkádok minden egyes nyílása fölött egy-egy ablak nyílik az épült két emeletén, így a homlokzati ablakok száma (a tetőtéri ablakokat nem számítva) összesen 64.

## Képek

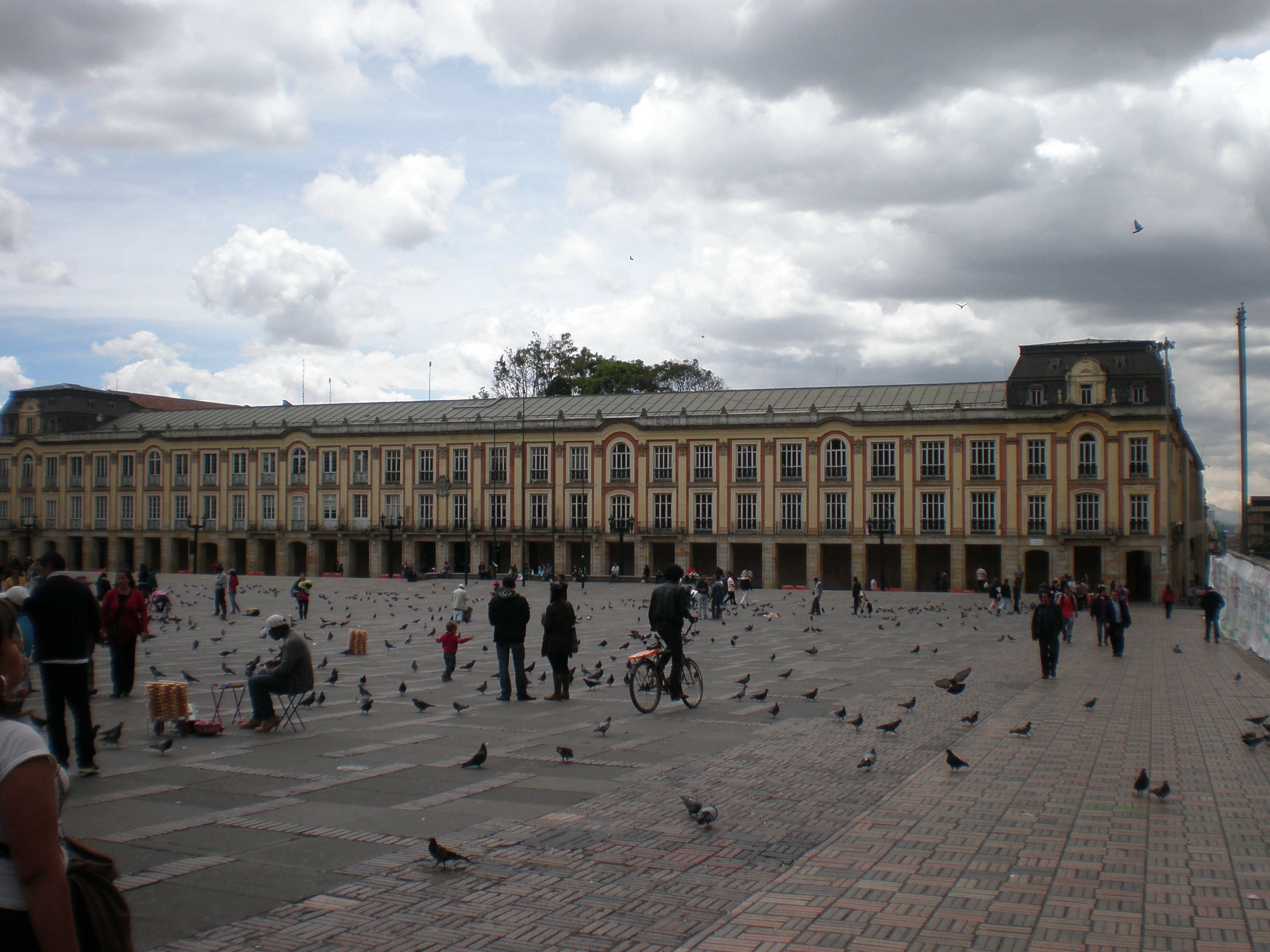
A palota és a Bolívar tér
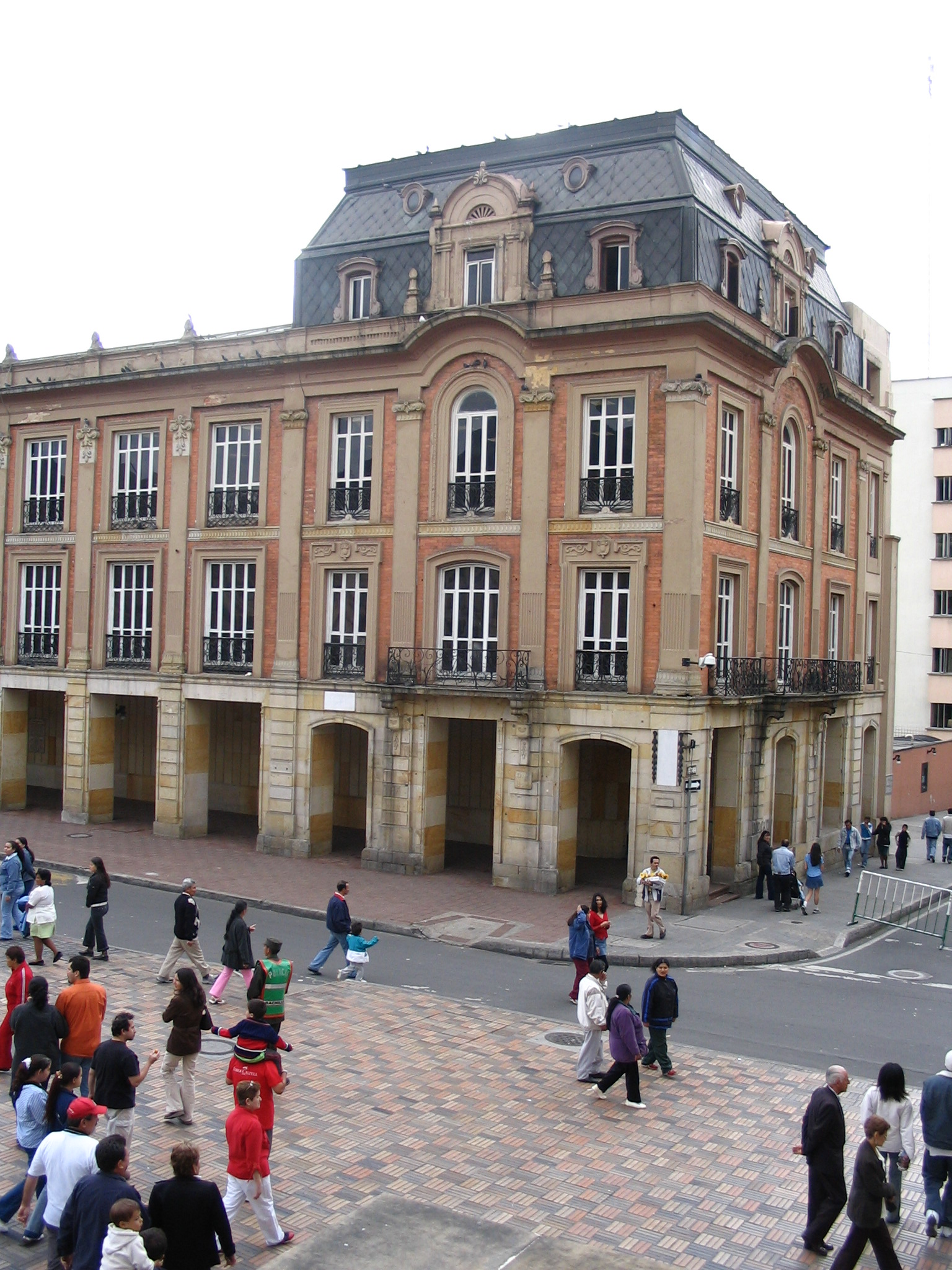
Épületsarok
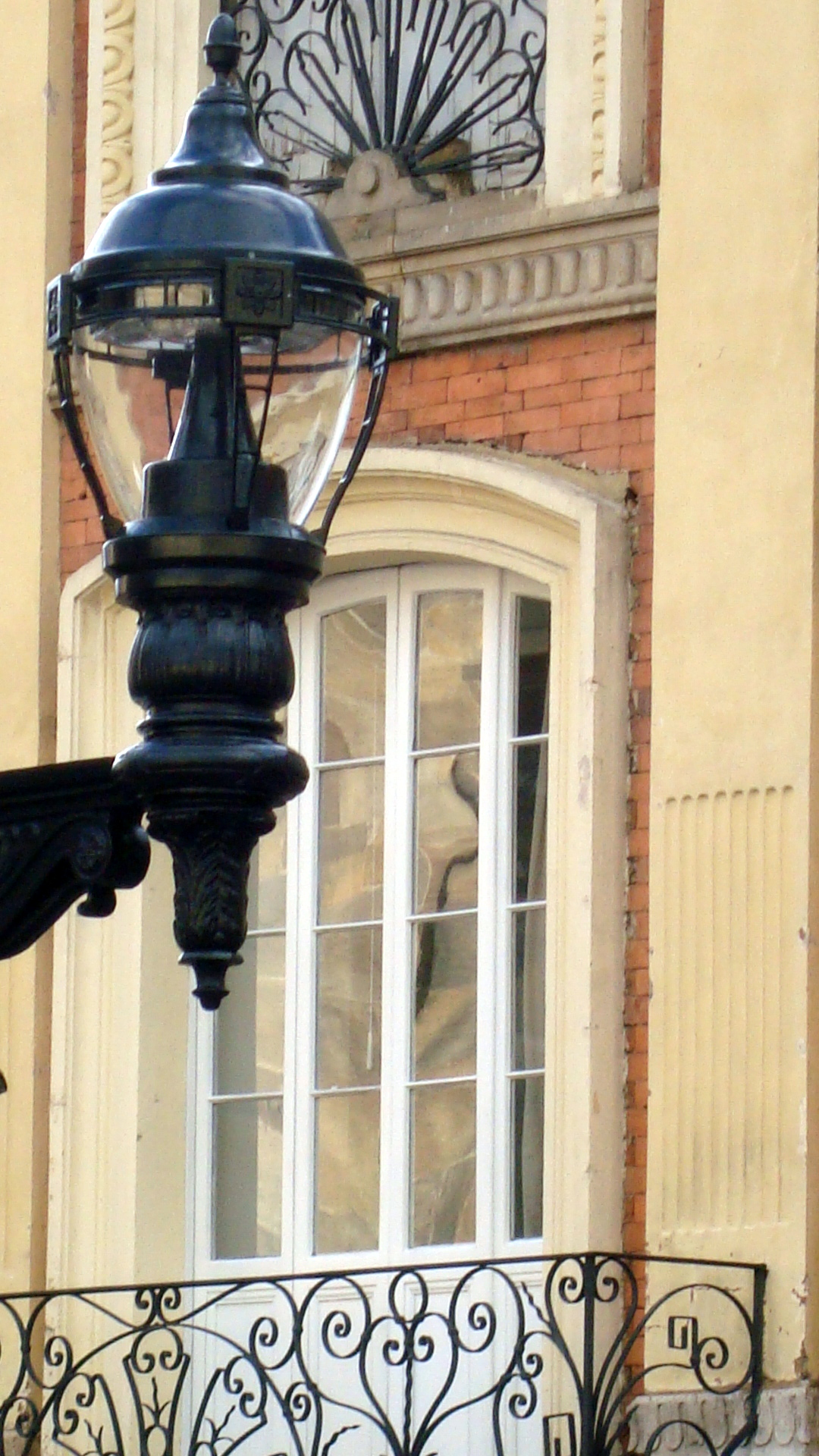
Részlet
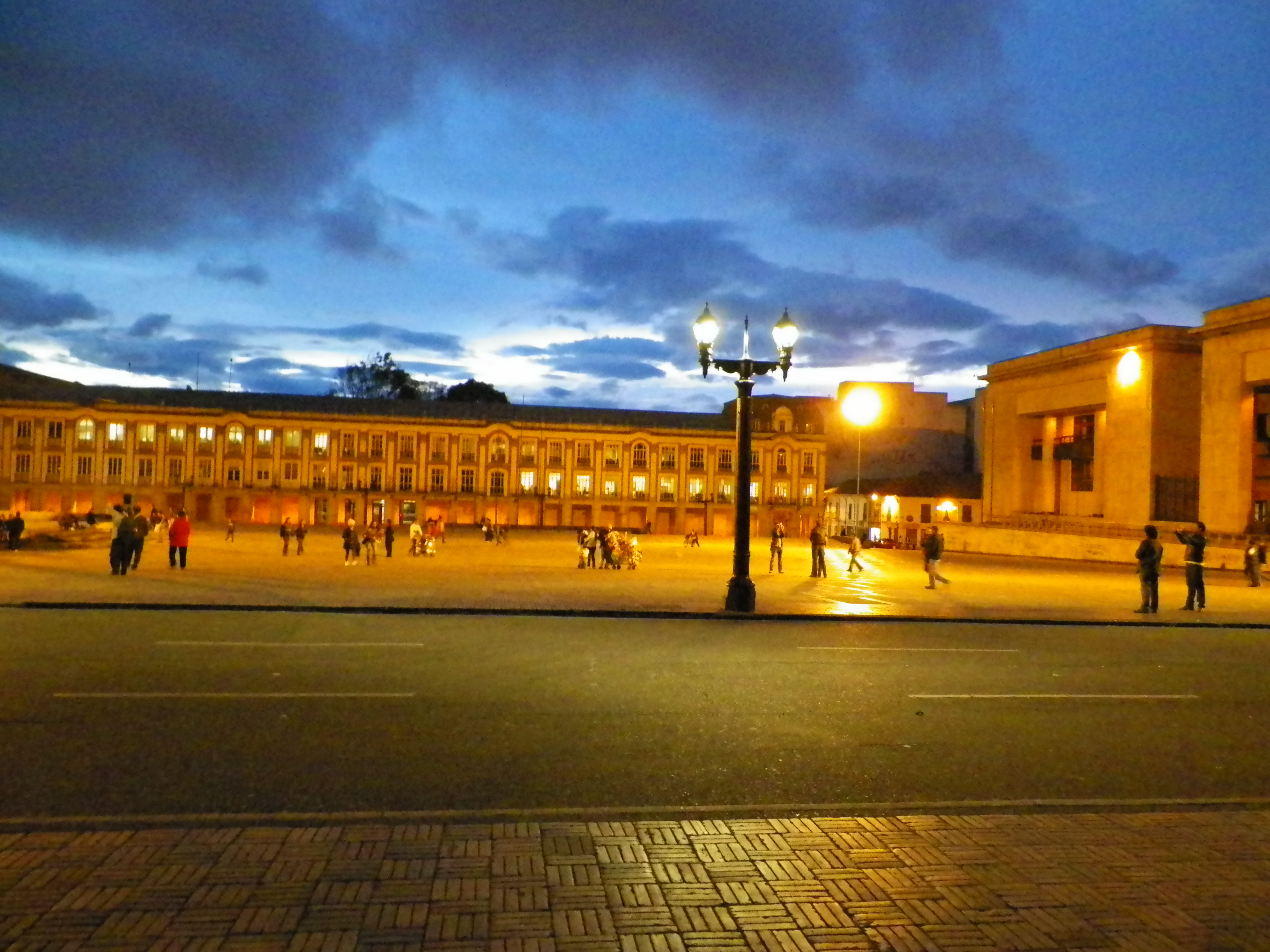
Esti fényben